# Lev Kreft
Lev Kreft, slovenski politik, poslanec, urednik, filozof in sociolog, publicist * 15. september 1951, Ljubljana.
Je redni profesor za estetiko na Filozofski fakulteti v Ljubljani.

## Življenjepis
Leta 1992 je bil izvoljen v 1. državni zbor Republike Slovenije. Kandidiral je na volitvah za predsednika Republike Slovenije 2002. 
V prvem mandatu je bil podpredsednik Državnega zbora Republike Slovenije in član naslednjih delovnih teles:
- Komisija za žensko politiko,
- Odbor za znanost, tehnologijo in razvoj in
- Odbor za kulturo, šolstvo in šport.

Predava (oziroma je predaval) na naslednjih ustanovah:
- Filozofska fakulteta v Ljubljani (1982–),
- Biotehniška fakulteta v Ljubljani [1976/1977),
- Akademija za glasbo v Ljubljani (1982–1990),
- Akademija za likovno umetnost v Ljubljani (1982–1990),
- Fakulteta za šport v Ljubljani,
- Pedagoška akademija v Ljubljani ...

Leta 2004 je soustanovil politično društvo Forum 21. Po političnem prepričanju je marksist.
Njegov oče je slovenski dramatik Bratko Kreft, mama pa slovenska igralka Judita Hahn Kreft.
Žena mu je bila Vesna Kreft, ki se je včasih pisala Deleon. Ima dve hčerki, Ivana Kreft Hausmeister in Ina Kreft Toman. Lev Kreft pa ni le oče, temveč tudi dedek petim vnukom. Štirim vnukom (Aron Hausmeister, Noam Hausmeister, Gal Toman in Elian Toman) in eni vnukinji (Haja Toman).